# Toquí cuaverd
El toquí cuaverd (Pipilo chlorurus) és una espècie d'ocell de la família dels passerèl·lids que habita als Estats Units i a Mèxic.

## Descripció i ecologia
Pardal gros (16-18 cm) i de cua llarga amb un patró de color únic: cos gris, ales i cua verdoses bastant brillants, capçada de color vermellós i gola blanca. Prefereix les zones alterades de bosc muntanyós i vessants oberts per a la reproducció. S'alimenta a terra o en arbustos densos principalment per a llavors i insectes. No sol visitar les menjadores per a ocells.

## Hàbitat
Habita a la major part de l'interior de l'oest dels Estats Units. A l'hivern migra cap al nord, occident i centre de Mèxic, encara que pot arribar tan lluny com Oaxaca.

## Migració
Migra relativament d'hora a la tardor i al final de la primavera. Els divagants a l'est del rang normal s'observen principalment a la tardor, encara que alguns poden romandre durant l'hivern.